# NGC 1407
NGC 1407 (другие обозначения — ESO 548-67, MCG -3-10-30, PGC 13505) — гигантская эллиптическая галактика (E) в созвездии Эридан. Является центром скопления, состоящего из примерно 250 галактик.
Этот объект входит в число перечисленных в оригинальной редакции «Нового общего каталога».
Галактика NGC 1407 входит в состав группы галактик NGC 1407. Помимо NGC 1407 в группу также входят NGC 1359, NGC 1440, NGC 1452, IC 343, IC 346, ESO 548-44, ESO 548-47 и ESO 548-68.